# 冻绿
冻绿（学名：Rhamnus utilis）为鼠李科鼠李属下的一个种。它是一種灌木或小乔木，高达4米。 它的种子的油可以用作润滑油，主要分佈於甘肃、陕西、河南、河北、山西、安徽、江苏、浙江、江西、福建、广东、广西、湖北、湖南，四川、贵州。